# ベルネー
ベルネー （Bernay）は、フランス、ノルマンディー地域圏、ウール県のコミューン。

## 地理
県西部に位置し、県都エヴルーから50km離れている。コミューン内にはリル川の支流シャラントンヌ川が流れる。

## 由来
ベルネーという地名は、『湿地のような』『泥のような』を意味するケルト語のbrin/brenに、場所を意味する-acmを接尾辞としてつけた名称に由来すると考えられている。

## 歴史

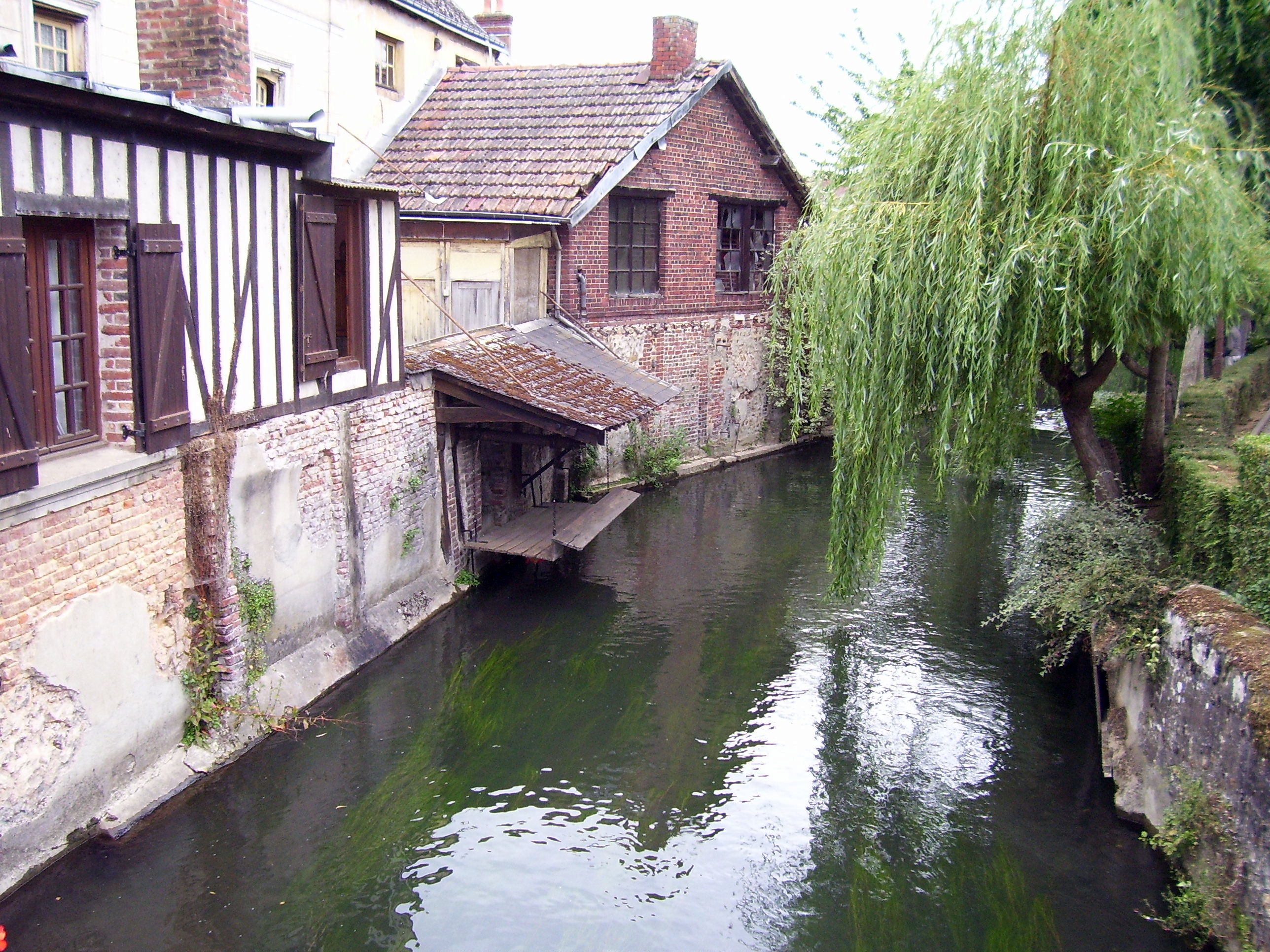
シャラントンヌ川

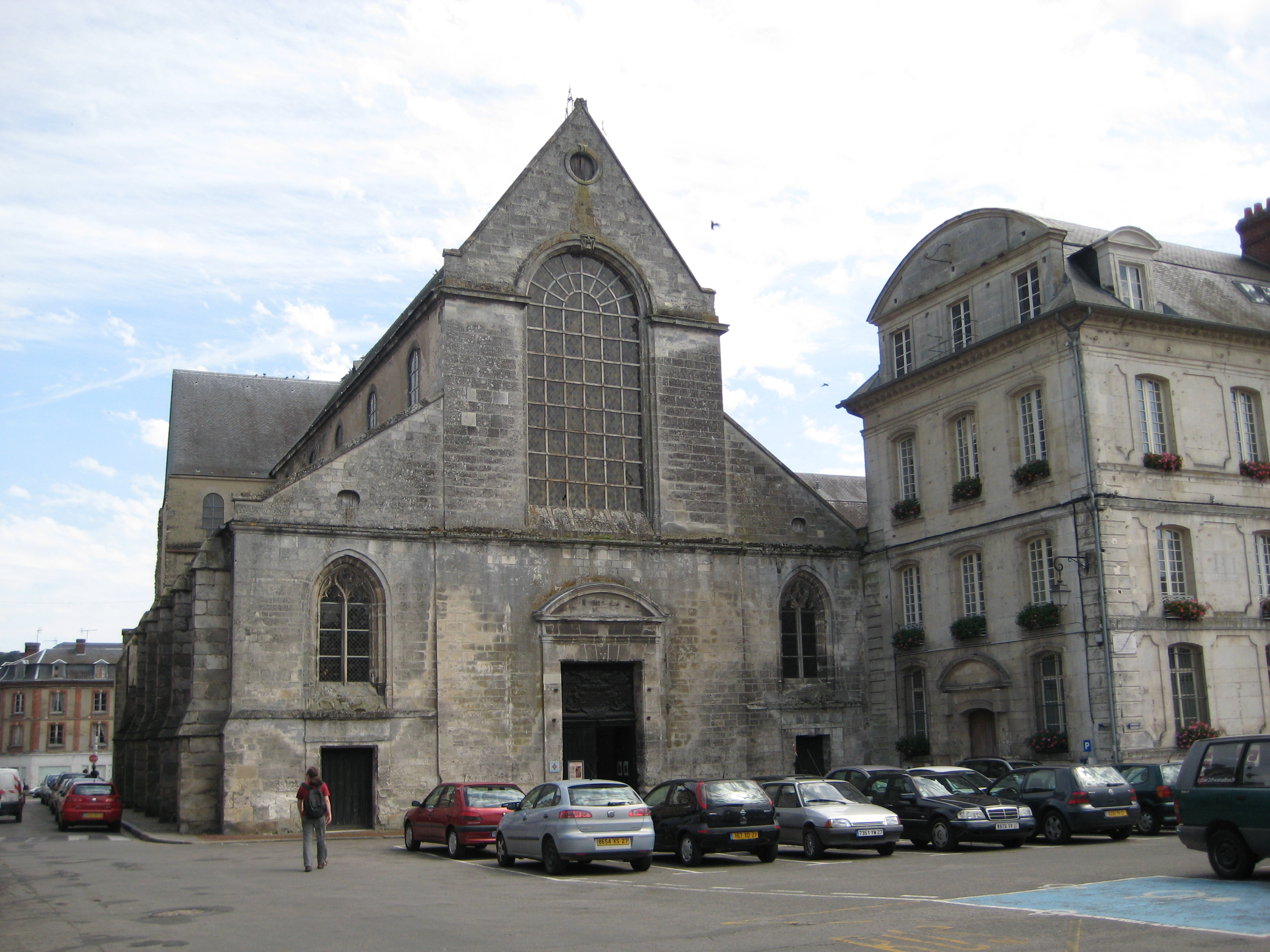
修道院付属のノートルダム・ド・ベルネー教会

996年から1008年の間、ノルマンディー公リシャール2世は、妃ジュディット・ド・ブルターニュの持参金としてベルネーの地を受け取った。ブルターニュ公コナン1世の娘であるジュディットは、ベルネーにベネディクト会派のベルネー修道院を建立した。修道士たちは下水処理施設、製粉所、漁場を整備した。そしてノルマンディーにあるロマネスク様式の宝石と称えられる修道院建物もである。
1198年から商業が行われていたことが伝わっている。織物産業が知られ、見本市が数多く開かれた。ベルネー周辺は農産物が多様で豊かな土地柄であったためである。ベルネーでは毎週土曜日に大きな市場も開かれていた。13世紀からある『クチュールの聖母』への崇敬には、ノルマンディー各地から大勢の巡礼が集まったという。
19世紀の間、主要道が改善されベルネーの現代化が進んだ。産業構造の現代化は、コミューンの中心部から外へ向かった。この発展は20世紀に新たな産業が導入されても続き、丘の上にある歴史ある中心部から見下ろす場所に伸びていった。
第二次世界大戦中の1944年8月、カナダ軍がベルネーの空爆を計画したが、当日町は厚い雲に覆われていたため決行されず、ベルネーの歴史ある中心部が守られた。

## 姉妹都市
- ハスルミア、イギリス
- クロッペンブルク、ドイツ
- ジェニングス、アメリカ合衆国ルイジアナ州

## 出身者
- オギュスト・ル・プレヴォスト（1787年 - 1859年） - 歴史学者
- ロベール・リンド（1746年 - 1825年） - 政治家